# Лаголик, Мирослав
Мирослав Лаголик (чеш. Miroslav Laholík; род. 28 августа 1952, Литомержице) — чехословацкий гребец, выступавший за сборную Чехословакии по академической гребле в 1970-х и 1980-х годах. Обладатель бронзовой медали чемпионата мира, победитель и призёр первенств национального значения, участник летних Олимпийских игр в Монреале.

## Биография
Мирослав Лаголик родился 28 августа 1952 года в городе Литомержице, Чехословакия.
Впервые заявил о себе в академической гребле на международном уровне в сезоне 1973 года, когда вошёл в состав чехословацкой национальной сборной и выступил на чемпионате Европы в Москве, где в зачёте парных двоек стал четвёртым.
В 1974 году побывал на чемпионате мира в Люцерне, откуда привёз награду бронзового достоинства, выигранную в парных четвёрках — уступил в финале только экипажам из Восточной Германии и Советского Союза.
Благодаря череде удачных выступлений удостоился права защищать честь страны на летних Олимпийских играх 1976 года в Монреале. В двойках вместе с напарником Йозефом Стракой с первого места преодолел предварительный квалификационный этап, но затем на стадии полуфиналов финишировал лишь четвёртым и попал в утешительный финал В, где в конечном счёте так же занял четвёртое место. Таким образом, расположился в итоговом протоколе соревнований на десятой строке.
После монреальской Олимпиады Лаголик остался действующим спортсменом и продолжил принимать участие в крупнейших международных регатах. Так, в 1983 году он отметился выступлением на чемпионате мира в Дуйсбурге, где показал шестой результат в программе восьмёрок.
Рассматривался в качестве кандидата на участие в Олимпийских играх 1984 года в Лос-Анджелесе, однако Чехословакия вместе с несколькими другими странами восточного блока бойкотировала эти соревнования по политическим причинам. Вместо этого Мирослав Лаголик выступил на альтернативной регате «Дружба-84» в Москве, где выиграл серебряную медаль в распашных безрульных двойках.